# 32 Dywizja Piechoty (Imperium Rosyjskie)
32 Dywizja Piechoty (ros. 32-я пех. дивизия) – dywizja piechoty Imperium Rosyjskiego, w tym okresu działań zbrojnych I wojny światowej.

## Charakterystyka
Wchodziła w skład 11 Korpusu Armijnego, a jej sztab w 1914 mieścił się w Równem. 
W tym czasie dywizja etatowo posiadała cztery pułki po cztery bataliony oraz brygadę artylerii polowej z 6 bateriami po 8 dział. Doświadczenie zdobyte podczas walk na frontach I wojny światowej  skutkowało zmianami organizacyjnymi. Zimą z 1916 na 1917 rozpoczęto reorganizację dywizji piechoty. Zredukowano liczbę batalionów z 16 do 12 i zmniejszono liczbę dział polowych na mniej aktywnych odcinkach frontu.

## Struktura organizacyjna
Organizacja w 1914
- 1 Brygada Piechoty (Ostróg)
  - 125 Kurski pułk piechoty (Równe)
  - 126 Rylski pułk piechoty (Ostróg)
- 2 Brygada Piechoty (Równe)
  - 127 Putywelski pułk piechoty (Równe)
  - 128 Starooskolski pułk piechoty (Zasław)
- 32 Brygada Artylerii
  - 1 dywizjon i 3 dywizjon (górski) – Równe
  - 2 dywizjon – Ostróg

## Zobacz
- Kazimierz Chromiński